# Piriadacus
Piriadacus  Pichon,  es un género de plantas de la familia Bignoniaceae que tiene dos especies de árboles.

## Taxonomía
El género fue descrito por Marcel Pichon  y publicado en Bulletin de la Société Botanique de France 92: 225. 1946. La especie tipo es: Piriadacus erubescens (DC.) Pichon

## Especies seleccionadas
| - Piriadacus erubescens (DC.) Pichon - Piriadacus hibiscifolius (Cham.) Pichon |